# Parowy
Parowy (dawniej: niem. Heinen) – kolonia w Polsce położona w województwie pomorskim, w powiecie sztumskim, w gminie Sztum przy drodze wojewódzkiej nr 607.
W latach 1975–1998 miejscowość administracyjnie należała do województwa elbląskiego.